# (5240) Kwasan
(5240) Kwasan est un astéroïde de la ceinture principale.

## Description
(5240) Kwasan est un astéroïde de la ceinture principale. Il fut découvert le 7 décembre 1990 à Toyota par Kenzo Suzuki et Takeshi Urata. Il présente une orbite caractérisée par un demi-grand axe de 2,38 UA, une excentricité de 0,10 et une inclinaison de 5,6° par rapport à l'écliptique.

## Compléments